# Chalu (köpinghuvudort i Kina, Zhejiang Sheng, lat 29,20, long 121,32)
Chalu (kinesiska: 岔路, 岔路镇) är en köpinghuvudort i Kina. Den ligger i provinsen Zhejiang, i den östra delen av landet, omkring 160 kilometer sydost om provinshuvudstaden Hangzhou. Antalet invånare är 19 061. Befolkningen består av 9 473 kvinnor och 9 588 män. Barn under 15 år utgör 16,0 %, vuxna 15-64 år 69 %, och äldre över 65 år 14,0 %.
Runt Chalu är det tätbefolkat, med 319 invånare per kvadratkilometer. Närmaste större samhälle är Haiyou, 10,5 km sydost om Chalu. I omgivningarna runt Chalu växer huvudsakligen savannskog.
Genomsnittlig årsnederbörd är 2 140 millimeter. Den regnigaste månaden är augusti, med i genomsnitt 364 mm nederbörd, och den torraste är januari, med 70 mm nederbörd.